# 베스테르마르크 효과
베스테르마르크 효과(핀란드어: Westermarck-ilmiö 베스테르마르크일미외[*]) 또는 역(逆) 성각인(reverse sexual imprinting)은 인생 초기에 물리적으로 가까운 거리에서 함께 생활한 사람에게는 성적 매력을 느끼기 어려워진다는 가설상의 심리적 효과다. 영어식으로 웨스터마크 효과라고 읽기도 한다. 스웨덴계 핀란드 인류학자 에드바르드 베스테르마르크가 1891년 책 《인간 결혼의 역사》에서 근친상간 금기시에 대한 해설로서 처음 제시했다. 베스테르마르크 효과에 따르면 생물학적 혈연이 없어도 어릴 때부터 알고 지낸 사이라면 성적 대상으로 여기려는 경향이 감소하며, 이스라엘의 키부츠나 중국의 식부아 문화가 그 증거로 제시된다.
이스라엘 키부츠는 일종의 집단농장으로, 생물학적 근친관계가 아닌 아동들이 나이에 따라 또래집단을 형성한다. 이후 이 아동들이 성장한 뒤의 결혼 패턴을 분석한 결과 키부츠 내에서 있었언 3천여 결혼 사례 중 동일 또래집단 내에서 결혼상대를 찾은 경우는 14차례에 불과했다. 그리고 그 14건 중에서도 여섯 살 이전부터 또래집단을 형성한 사례는 단 하나도 없었다. 이런 결과는 베스테르마르크 효과가 출생 이후 여섯 살 무렵 때까지 발휘된다는 추측을 가능케 한다.
이 6살이라는 임계 시기에 물리적 접근성이 없었다면, 예컨대 친남매가 태어나자마자 떨어져서 따로이 자라 어른이 될 때까지 한 번도 만난 적이 없을 경우, 성인기 또는 사춘기에 처음 만났을 때, 서로간에 함께 자랐다면 느끼지 않았을 성적 매력을 느끼게 될 수 있다. 베스테르마르크 효과는 정신분석학에서 이야기하는 오이디푸스 컴플렉스나 엘렉트라 컴플렉스가 존재하지 않는다는 반박으로 주로 인용된다.

## 같이 보기
- 일렉트라 콤플렉스
- 유전적 성적 이끌림
- 오이디푸스 콤플렉스